# プログレスMS-03
プログレスMS-03（ロシア語: Прогресс МC-03）はロスコスモスが国際宇宙ステーション（ISS）の補給のために打ち上げた無人宇宙補給機である。NASAおよびJAXAではプログレス64または64Pとも呼称する。2016年7月16日21:41:45（UTC）に打ち上げられた。
プログレス-MSで初めて衛星放出用の曝露区画を搭載した。

## 打ち上げ
プログレスMS-03はソユーズUロケットを用いてカザフスタンのバイコヌール宇宙基地31番射点から2016年7月16日21:41:45（UTC）に打ち上げられた。

## ドッキング
プログレスMS-03は2016年7月19日 00:20（UTC）に国際宇宙ステーションのピアースモジュール天底側にドッキングした。

## 貨物
プログレスMS-03により、第48次長期滞在クルー6名のための補給物資2,425kgが国際宇宙ステーションに運ばれた。内訳は以下の通りである。
- 推進剤：705kg
- 酸素および空気：50kg
- 水：420kg
- NASA補給資材：22kg
- スペアパーツ・補給資材・実験機材：1,418kg